# Eparchie filipínská a vietnamská
Eparchie Filipíny a Vietnam je eparchie ruské pravoslavné církve.

## Území a titul biskupa
Zahrnuje správní hranice území Filipín a Vietnamu.
Eparchiálnímu biskupovi náleží titul biskup manilský a hanojský.

## Historie
Roku 2014 se začala rozvíjet misie Ruské pravoslavné církve na Filipínách, kde započala masová konverze bývalých Aglipayanů k pravoslaví. Roku 2018 se na Filipínách nacházelo 16 farností, a to především na ostrově Mindanao. Ve Vietnamu byly zřízeny dvě farnosti ve Vũng Tàu (2002) a Hanoji (2016).
Dne 26. února 2019 byla Svatým synodem zřízena eparchie filipínská a vietnamská. Stejného roku vznikla ve Vietnamu farnost Pokrova přesvaté Bohorodice v Ho Či Minově Městě.
Dne 20. září 2019 přešla farnost svatého Jana Šanghajského na Filipínách, která byla součástí misie Ruské pravoslavné církve v zahraničí pod jurisdikci nové eparchie.

## Seznam biskupů
- - 2019–2019 Sergij (Čašin) dočasný správce
  - 2019–2019 Pavel (Fokin) dočasný správce
- od 2019 Pavel (Fokin)